# Commissariato Transcaucasico
Il Commissariato Transcaucasico fu istituito a Tbilisi l'11 novembre 1917, come il primo governo della Transcaucasia indipendente dopo la Rivoluzione d'ottobre a Pietrogrado. Il Commissariato decise di rafforzare l'unione georgiana-armena-azera convocando una Dieta o un'assemblea generale (Sejm) nel gennaio 1918. Dichiarò l'indipendenza dalla Russia e formò la Repubblica Federativa Democratica Transcaucasica dopo aver fatto fronte alla minaccia di essere invasa dagli ottomani.

## Declino
I colloqui di pace furono avviati con l'Impero ottomano nel marzo 1918, ma si interruppero rapidamente quando gli ottomani si rifiutarono di accettare l'autorità del Commissariato. Il Trattato di Brest-Litovsk, che pose fine al coinvolgimento della Russia nella prima guerra mondiale, concesse parti della Transcaucasia all'Impero ottomano, che continuò la sua invasione nella regione per prendere il controllo del territorio. Di fronte a questa minaccia imminente, la Repubblica Federale Democratica Transcaucasica si proclamò come uno stato indipendente il 22 aprile 1918. Ulteriori negoziati furono avviati immediatamente con gli ottomani, che riconobbero lo stato.